# Sally Long
Sally Long (5 de dezembro de 1901 - 12 de agosto de 1987) foi uma dançarina e atriz de cinema estadunidense da era do cinema mudo que atuou em 16 filmes entre 1918 e 1930.

## Biografia
Sally nasceu a 5 de dezembro de 1901 em Kansas City, Missouri. Graduou-se no Eden Hall in Philadelphia, Pennsylvania em 1921. Como dançarina, Florenz Ziegfeld pagou um seguro de $100,000 por Long, contra a possibilidade de ela se apaixonar e casar enquanto ela dançava para o Ziegfeld Follies no início da década de 1920. Long, porém, já era casada na época e manteve segredo, até seu divórcio sair e ficar conhecido do público o fato de ser casada e ter já dois filhos. Após dançar para o Follies, Long atuou na comédia novaiorquina George White's Scandals (1922).  Sua crescente popularidade garantiu-lhe um papel no elenco de Kid Boots. O compositor Milton Ager disse que Long foi sua inspiração para a canção I Wonder What's Become of Sally.
Sally Long foi selecionada para o WAMPAS Baby Stars de 1926, ao lado de Joan Crawford, Fay Wray, Mary Brian, Joyce Compton. The WAMPAS Baby Stars foi uma campanha promocional, patrocinada pela United States Western Association of Motion Picture Advertisers, uma associação de anunciantes de cinema, que homenageava treze (quatorze em 1932) jovens mulheres a cada ano, as quais eles acreditavam estarem no limiar do estrelato cinematográfico. Elas foram selecionadas a partir de 1922, até 1934, e eram premiadas anualmente e homenageadas em uma festa chamada WAMPAS Frolic.

## Carreira cinematográfica
Em 1918, atuou no curta-metragem Perfectly Fiendish Flanagan; or, The Hart of the Dreadful West. (1918), porém sua primeira verdadeira experiência no cinema surgiu quando Jesse Lasky escolheu quatorze das mulheres mais bonitas para a produção The Dressmaker from Paris (1925). Produzido por Famous Players, a personagem de Long foi notada na tela pelo cineasta D.W. Griffith. Em breve, ela apareceu em um filme com Leatrice Joy.
Rodolfo Valentino escolheu Long para desempenhar o papel feminino principal em The Hooded Falcon. No entanto, seu contrato com Valentino expirou antes que o filme fosse feito, e Valentino mudou de ideias sobre o filme que pretendia fazer. Ele decidiu fazer um filme com uma liderança feminina loira.
Long optou por assinar contrato com A. H. Sebastian, produtor de Hollywood e chefe da Sebastian-Belasco Productions. Seu primeiro papel para a Sebastian foi em Fifth Avenue (1926), interpretando uma garota de Greenwich Village. A seguir atuou ao lado de Buck Jones em uma produção da Pathe Pictures, a comédia The Fighting Buckaroo (1926).
Em 1927, ela atuou no seriado King of the Jungle, ao lado de Elmo Lincoln. Seus últimos filmes foram Cock o' the Walk (1930) e Traffic Tangle (1930). Ela estuou entonação de voz, em 1932, com o diretor Mitchell Leisen.

## Vida pessoal e morte
Long casou com Leo Bovette Tuey em Kansas City, em 1916, aos 15 anos de idade, e o casal teve dois filhos, Louis (1918) e Ann (1920); divorciaram-se em dezembro de 1926. Ela morou um tempo com sua mãe na 628 Rodeo Drive, em Beverly Hills, Califórnia. Em agosto de 1926, mudou-se para o 251 Crescent Drive. Em 1930 casou com o compositor Jean Schwartz, com quem ficou casada até a morte dele, em 1956. No Censo estadunidense de 1930, Jean Schwartz (51 anos) aparece morando com Sally Long (28 anos), porém ela referida como sua sobrinha, e os filhos dela, Louis e Ann, de 12 e 10 anos, morando junto, em Beverly Hills, Los Angeles.No Censo estadunidense de 1940, Jean Schwartz (61 anos) e Sally Long (39 anos) aparecem como casados e acompanhados dos filhos dela, Louis Long (22 anos) e Ann Long (21 anos), morando em Beverly Hills, Los Angeles.
Sally Long morreu a 12 de agosto de 1987, em Newport Beach, Califórnia, aos 85 anos.

## Filmografia
- Perfectly Fiendish Flanagan; or, The Hart of the Dreadful West (1918)
- The Dressmaker from Paris (1925)
- Fifth Avenue (1926)
- The Fighting Buckaroo (1926)
- The Man in the Saddle (1926)
- King of the Jungle (1927)
- Cock o' the Walk (1930)
- Traffic Tangle (1930)